# 1820 en musique
| \| • Retour à la chronologie générale de la musique populaire • \| |
| XXIe siècle • XXe siècle • XIXe siècle • XVIIIe siècle XVIIe siècle • XVIe siècle • XVe siècle • XIVe siècle XIIIe siècle • XIIe siècle • XIe siècle • Xe siècle IXe siècle • VIIIe siècle • Haut Moyen Âge • Rome • Grèce |
| • Retour à la chronologie générale de la musique populaire • |

| • Retour à la chronologie générale de la musique populaire • |

| Années de la musique populaire : 1817 - 1818 - 1819 - 1820 - 1821 - 1822 - 1823    |
| Décennies de la musique populaire : 1790 - 1800 - 1810 - 1820 - 1830 - 1840 - 1850 |

## Naissances
- 6 janvier : Charles Gille, goguettier, poète et chansonnier français, mort en 1856.
- 22 janvier : Joseph Lavergne, comédien, chansonnier et goguettier français, mort en 1889.
- 20 février : Gustave Nadaud, goguettier, poète et chansonnier français, mort en 1893.
- 24 mars : Fanny Crosby, missionnaire américaine, parolière et compositrice d'hymnes religieux de style gospel († 12 février 1915).
- 1er juin : Alexandre Desrousseaux, goguettier, poète, chansonnier et compositeur français, mort en 1892.
- 12 août : José María Iparraguirre, poète, bertsolari et musicien basque, mort en 1881.
- 30 août : George Frederick Root, auteur et compositeur américain de musique de chants religieux, populaires et patriotiques, mort en 1895.
- Date précise inconnue :
  - vers 1820 : Fillo ou El Fillo, chanteur de flamenco espagnol, mort en 1878.